# بالاديوس الغلاطي
بالاديوس الغلاطي (اليونانية: Παλλάδιος Γαλατίας) كان مؤرخًا مسيحيًا وأسقف هيلينوبوليس في بيثينيا. كان تلميذاً مخلصاً للقديس يوحنا فم الذهب. اشتهر بمؤلفه التاريخ اللوزياكي. وله أيضًا كتاب "حوار عن حياة القديس يوحنا فم الذهب".
وبالاديوس قديس في كلا من الكنيسة القبطية الأرثوذكسية والكنيسة السريانية الأرثوذكسية وفيها يلقب "بالمتوحد". عيده هو 29 نوفمبر.

## سيرته

### حياته المبكرة
وُلِد بالاديوس في غلاطية في عام 363 أو 364. ترهبن في سنة 386م أو بعدها بقليل في جبل الزيتون.

### ترحاله
سافر بالاديوس إلى مصر للتتلمذ على يد نساكها. ففي سنة 388م وصل إلى الإسكندرية. وحوالي عام 390م وصل إلى برية نتريا في مصر وقابل العديد من آباء الصحراء، حيث زار الأب أور هور. وفي العالم التالي زار رهبان كيليا، وهي جماعة رهبانية مسيحية مصرية منتشرة على مساحة عدة كيلومترات مربعة في صحراء نيتريا على بعد حوالي 40 ميلاً جنوب الإسكندرية .

### حياته اللاحقة وسيامته
وبعد أسفاره تدهورت صحته فذهب إلى فلسطين بحثاً عن مناخ أكثر برودة. وفي عام 400 رُسِمَ أسقفًا لهيلينوبوليس في بيثينيا، وسرعان ما وجد نفسه مشتركا في الأزمة الأوريجانية حول يوحنا فم الذهب. فسافر عام 405 إلى روما ليشهد بأن القديس يوحنا لم يكن هرطوقيًا. وبسبب تلك الشهادة نفاه الإمبراطور أركاديوس لمدة ست سنوات في أسوان، وخلال هذه الفترة كتب سيرة القديس يوحنا فم الذهب. وفي سنة 412م أو 413م أعيد إلى الأسقفية، فأصبح أسقف أسبونا (غلاطية).
كتب تاريخه في عامي 419 و420 وعنونه بـ التاريخ اللوزياكي (نسبة إلى لوسوس، الحاجب في بلاط ثيودوسيوس الثاني) وعرف أيضًا بعنوان "حياة أصدقاء الرب". وفي هذا التاريخ تفاصيل الرهبنة المسيحية في مصر والشرق الأوسط.
توفي بالاديوس في وقت ما في العقد الثاني من القرن الخامس الميلادي في أسقفيته بغلاطية.

## روابط خارجية
- Introduction الترجمة الإنجليزية للتاريخ اللوزياكي (طبعة 1918)
- الأعمال الكاملة لآباء الكنيسة باللغة اليونانية مع فهارس تحليلية
- أعمال بالاديوس الغلاطي في ليبري فوكس